# Rijnvoetbalkampioenschap 1912/13
In 1912/13 werd het zesde Rijnvoetbalkampioenschap gespeeld, dat georganiseerd werd door de Zuid-Duitse voetbalbond. De competitie werd georganiseerd als Westkreisliga.
Na een ontgoochelend eerste jaar als fusieclub kon VfR dit seizoen ongeslagen de titel vieren. De club nam deel aan de Zuid-Duitse eindronde. De vier kampioenen speelden in groepsfase en de club werd gedeeld tweede. 

## Westkreisliga
| Plaats | Club                      | Wed. | W  | G | V  | Saldo | Ptn.  |
| ------ | ------------------------- | ---- | -- | - | -- | ----- | ----- |
| 1.     | VfR Mannheim              | 14   | 11 | 3 | 0  | 53:8  | 25:3  |
| 2.     | Mannheimer FC Phönix 02   | 14   | 8  | 2 | 4  | 35:16 | 18:10 |
| 3.     | Ludwigshafener FG 03      | 14   | 8  | 2 | 4  | 30:27 | 18:10 |
| 4.     | Phönix Ludwigshafen       | 14   | 6  | 3 | 5  | 28:27 | 15:13 |
| 5.     | FV Kaiserslautern         | 14   | 6  | 2 | 6  | 24:23 | 14:14 |
| 6.     | FC Pfalz Ludwigshafen     | 14   | 3  | 4 | 7  | 22:25 | 10:18 |
| 7.     | Borussia VfB Neunkirchen  | 14   | 3  | 2 | 9  | 15:38 | 8:20  |
| 8.     | FK Olympia 1898 Darmstadt | 14   | 2  | 0 | 12 | 10:53 | 4:24  |

|  | Geplaatst voor Zuid-Duitse eindronde |